# Тисяча журавликів-оріґамі
Сенбадзуру (яп.千羽鶴, せんばづる, досл. «тисяча журавликів») — це візерунок або картина з великою кількістю журавлів, або зв'язка з 1000 паперових журавликів-оріґамі, з’єднаних нитками. Найпоширеніший метод складання журавликів-оріґамі полягає в тому, щоб нанизати від 20 до 100 журавликів на одну нитку та закріпити до низу намистини або ґудзика. 
Японці вважають журавлів символом довголіття, згідно зі старим висловом «журавлі живуть тисячу років». «Тисяча» являється радше поетичним виразом для опису величезної кількості, а не точним числом. Вважається, що той, хто складе тисячу паперових журавликів, отримає здійснення бажання.
Сенбадзуру традиційно підносили до святилищ і храмів. У сучасній Японії їх переважно дарують з побажаннями благословення, як засіб утішення під час лиха або молитви про одужання. Виготовлення паперових журавликів іноді використовують як метод терапії для госпіталізованих пацієнтів.
Сенбадзуру також став символом миру після історії Садако Сасакі — дівчинки, яка зазнала радіоактивного опромінення у віці двох років внаслідок ядерного бомбардування Хіросіми під час Другої світової війни. 

## Походження
Точне походження сенбадзуру невідоме, але першою відомою згадкою вважається книга 1797 року «Хіден Сенбадзуру Оріката» (яп. 秘傳千羽鶴折形, досл. «Таємниця складання тисячі паперових журавликів»).
У праці Мійо Оґави «Сенбадзуру» 1916 року описується нанизування маленьких паперових журавликів на нитки, що вказує на те, що сучасна форма сенбадзуру існувала принаймні в цей час.

## Символ миру та історія Садако Сасакі
Сенбадзуру став символом миру, коли Садако Сасакі — дівчинка, яка пережила ядерне бомбардування Хіросіми, склала тисячу паперових журавликів, щоб одужати від наслідків радіації.
Коли Садако діагностували лейкемію у лютому 1955 року, у листі зі співчуттям вона побачила 5-сантиметрового целофанового журавлика. Це надихнуло її почати складати тисячу журавликів-оріґамі в надії одужати від тяжкої хвороби.
Згідно зі статтею в газеті «Чуґоку Шімбун» 1995 року, з 4000 паперових журавликів, подарованих жертвам ядерного бомбардування Молодіжним товариством Червоного Хреста, 2000 штук було передано до лікарні, де перебувала Садако. Проте дівчинка начебто наполягала на тому, щоб складати своїх паперових журавликів власноруч.
Існують різні версії кількості журавликів, яких склала Садако, але за словами її брата Масахіро, вона склала першу тисячу як молитву за власне одужання від хвороби, а наступну тисячу — за борги свого батька. Однак, попри всі зусилля, Садако померла в жовтні 1955 року від ускладнень хвороби. Її діяльність продовжували однокласники та інші люди, які вижили після ядерного бомбардування.
У травні 1958 року у Меморіальному парку миру Хіросіми було встановлено Дитячий пам'ятник миру — вшанування пам’яті усіх дітей, які загинули від ядерного бомбардування. Історія про тисячу паперових журавликів поширилася по всьому світу як символ права на життя.

## Відправка журавликів-оріґамі до постраждалих від стихійного лиха районів та критика явища
Коли трапляється масштабне лихо, чимало японців надсилають тисячу паперових журавликів до постраждалого району як форму моральної підтримки. Середні школи та університети іноді організовують заходи з підтримки постраждалих від стихійного лиха разом зі збором коштів та іншою підтримкою.
Але оскільки журавлики-оріґамі не являються товарами першої необхідності, їх відправка до постраждалих від стихійного лиха районів одразу після катастрофи багато ким критикується як марнотратство. Ті, хто вижив після Великого японського землетрусу у 2011 році, зазначають, що надсилання паперових журавликів, навіть з добрими намірами, є тягарем для центрів евакуації. 

## План про відправку журавликів-оріґамі в Україну
У відповідь на повідомлення новин про те, що у префектурі Сайтама планують складати синіх та жовтих журавликів оріґамі та доставляти їх до посольства України в рамках підтримки України під час під час повномасштабного російського вторгнення 2022 року, бізнесмен Хіроюкі Нішімура та блогер DaiGo розкритикували цей план, заявивши: 
|  | Надсилати журавликів в Україну це божевілля. Намагання вдавати з себе добру людину без реальної допомоги це ніщо інше, як підживлення власного еґо. Почуття вдячності за тисячу паперових журавликів властиво тільки у японській культурі, але з точки зору українця це радше дивно. Доброта, яка не розуміє почуттів іншої людини, є надокучливою». |

— [цитата зі статті на сайті J-cast ]

## У культурі
У 1995 році (через 50 років після ядерного бомбардування) місто Наґасакі публічно запросило текст пісні «Senbazuru». Пісня звучить у Музеї ядерного бомбардування Наґасакі щодня об 11:02 (час, коли бомба «Товстун» була скинута на Наґасакі), та на міському радіо, присвяченому запобіганню стихійним лихам, 9-го числа кожного місяця о 11:02. Вона також використовується як музика очікування для телефонів у мерії Наґасакі. На церемонії миру вшанування пам'яті жертв ядерного бомбардування в Наґасакі пісню виконує хор жіночої старшої школи Джуншін.
Сасакі Садако та тисячі паперових журавликів згадуються у фільмі «Сенбадзуру» 1958 року режисера Кімури Соджуджі та у фільмі 1989 року з такою самою назвою режисера Каміями Сейджіро.